# Prenolepis fisheri
Prenolepis fisheri (лат.) — вид муравьёв рода Prenolepis из подсемейства Formicinae (Formicidae), включающий мелких по размеру и как правило земляных насекомых.

## Распространение
Южная Азия: Индия (штат Уттаракханд в Гималаях).

## Описание
Рабочие имеют длину около 3 мм (матка около 5 мм), основная окраска тёмно-коричневая. От близких видов отличается более одноцветной окраской всего тела, коротким скапусом, и наличием отстоящих волосков на усиках; у рабочих развиты три оцеллия (у Prenolepis fustinoda окраска контрастирующая с чёрным брюшком). Заднегрудка округлая без проподеальных шипиков. Усики длинные, у самок и рабочих 12-члениковые (у самцов усики состоят из 13 сегментов). Жвалы рабочих с 5-6 зубцами. Нижнечелюстные щупики 6-члениковые, нижнегубные щупики состоят из 4 сегментов. Голени средних и задних ног с апикальными шпорами. Стебелёк между грудкой и брюшком состоит из одного сегмента (петиоль).

## Классификация и этимология
Вид был впервые описан в 2012 году энтомологами из Индии (Himender Bharti и Aijaz Ahmad Wachkoo, Department of Zoology and Environmental Sciences, Punjabi University, Patiala, Индия), а в 2016 году его валидный статус подтверждён в ходе ревизии, проведённой американскими мирмекологами Jason L. Williams (Entomology & Nematology Department, University of Florida, Gainesville, Флорида, США) и John S. LaPolla (Department of Biological Sciences, Towson University, Таусон, Мэриленд, США). Видовое название дано в честь крупного американского мирмеколога Брайана Фишера (Brian Fisher, California Academy of Sciences, Сан-Франциско, США).